# 陳明
陳 明（ちん めい、朝鮮語: 진명、生没年不詳）は、百済東城王代に南斉に使臣として派遣された百済の官僚、貴族。百済に帰化していた中国人。陳明の子孫の陳法子の墓誌が中国で出土しており、墓誌によると、陳明の先祖は、後漢末期の混乱期に中国から朝鮮に移住した。移住時期は、後漢末期の184年に起きた黄巾の乱から各地方の軍閥が乱立するようになった献帝の建安年間までの間であるが、これ以上の具体的な時期は分からない。一族には、太学の長官を務めた陳春、百済の官職「達率」に任ぜられ、麻連大郡将を務めた陳徳止、百済の官職「徳率」に任ぜられ、参司軍を務めた陳微之、百済・唐戦争において軍事業務を担当する百済の将軍だったが、唐軍に投降し、百済滅亡後、唐に移住して洛陽で暮らし、唐の将軍として活動した陳法子などがいる。

## 概要
百済には中国系の百済官僚が多数存在しており、これを示すのが『南斉書』百済伝の以下の記事である。
この記事には慕遺、王茂、張塞、陳明などがみえるが、彼らは姓氏から推して中国系の百済官僚といえる。

## 百済の国王幕府の属僚
| 時期                  | 人名 | 既保有官職     | 百済王 私署 官職     | 任命追認官職（爵号） | 任命要請事由                              | 国家 |
| --------------------- | ---- | -------------- | -------------------- | -------------------- | ----------------------------------------- | ---- |
| 久尓辛王五年（424年） | 張威 | 長史           |                      |                      | 使節                                      | 劉宋 |
| 蓋鹵王十八年（472年） | 余礼 | 駙馬都尉・長史 | 冠軍将軍・弗斯侯     | 未詳                 | 使臣                                      | 北魏 |
| 蓋鹵王十八年（472年） | 張茂 | 司馬           | 龍驤将軍・帯方太守   | 未詳                 | 使臣                                      | 北魏 |
| 東城王八年（490年）   | 高達 | 長史           | 行建威将軍・広陽太守 | 建威将軍・広陽太守   | 先例・使臣・邊効邊夙著・勤労公務          | 南斉 |
| 東城王八年（490年）   | 楊茂 | 司馬           | 行建威将軍・朝鮮太守 | 建威将軍・朝鮮太守   | 先例・使臣・志行清壱・公務不廃            | 南斉 |
| 東城王八年（490年）   | 会邁 | 参軍           | 行宣威将軍           | 宣威将軍             | 先例・使臣・執志・周密・屢致勤効          | 南斉 |
| 東城王十七年（495年） | 慕遺 | 長史           | 行龍驤将軍・楽浪太守 | 龍驤将軍・楽浪太守   | 使臣・在官忘私 唯公是務 見危授命 蹈難弗顧 | 南斉 |
| 東城王十七年（495年） | 王茂 | 司馬           | 行建武将軍・城陽太守 | 建武将軍・城陽太守   | 使臣・在官忘私 唯公是務 見危授命 蹈難弗顧 | 南斉 |
| 東城王十七年（495年） | 張塞 | 参軍           | 行振武将軍・朝鮮太守 | 振武将軍・朝鮮太守   | 使臣・在官忘私 唯公是務 見危授命 蹈難弗顧 | 南斉 |
| 東城王十七年（495年） | 陳明 | ?              | 行揚武将軍           | 揚武将軍             | 使臣・在官忘私 唯公是務 見危授命 蹈難弗顧 | 南斉 |